# Tom Walker
Thomas Alexander Walker o también Tom Walker (17 de diciembre de 1991) es un cantante y compositor británico, criado en Mánchester. Autor de la canción "Leave a light on", que habla sobre las adicciones personalizadas, según el autor, de un amigo.
Walker firmó, a finales de 2015, con la filial de Sony Music Relentless Records. En marzo de 2016 pública "Sun goes down". Un año después, concretamente, el 19 de mayo de 2017 pone en circulación un EP intitulado Blessings, a través del mismo sello.

## Carrera
Walker asegura que su estilo se nutre de influencias de artistas consagrados, como el compositor americano John Mayer, Paolo Nutini y el guitarrista de AC/DC Angus Young. Fue elegido por el periodista musical Elvis Duran,  Artista del Mes, interpretó "Just you and I" en el show de la NBC "Today". Su sencillo posterior, "Blessings" es la canción que da título a su EP de debut.
 

El 13 de junio de 2017 se publicó el sencillo "Heartland", en colaboración con Naughty Boy. Sobre la canción, Walker ha dicho:
“Trata de que la tentación te reta, de la resaca de la vida, cuando te despiertas a la mañana siguiente, te das cuenta que las cosas no han salido como se esperaba y el precio que pagas. Saca lo mejor de nosotros.” 
El 22 de agosto de 2017, ese sencillo se añade a la playlist que confecciona la BBC 1, cadena de radio de referencia en el Reino Unido.
A mediados de 2017, Walker es citado por sus contribuciones a la lista de la BBC 1, junto con Stefflon Don y J Hus.
Walker ha actuado en diferentes giras de superventas y como telonero de George Ezra, Gallant y Jake Bugg. El 28 de septiembre, Walker empezó su visita de EE. UU., en Connecticut, apoyando a la banda The Script.
El 13 de octubre de 2017, Walker publica su mayor éxito hasta la fecha "Leave a light on", obra coescrita junto a Steve Mac. Lo más curioso del asunto es que la canción se finalizó en apenas cinco horas por parte de los dos autores.
Walker afirma que el momento en el que concluyen el tema Mac y él, fue justo después de que perdiera a una familiar (una tía) de apenas 40 años. 
El vídeoclip de "Leave a light on" estuvo producido por Charles Mehling (Paolo Nutini, Olly Murs, El Guion) y filmado en Croacia.
El tema ve la luz el 13 de octubre de 2017 en Inglaterra, y suena especialmente en Escocia al principio. Pero no tarda en llegar a la cima del éxito en países como Francia, Austria, Bélgica, Alemania y Suiza. En mayo de 2018 Leave the light on llega al Top 40 del Reino Unido.

## Discografía

### Álbum de estudio
- «What a time to be alive», publicado el 1 de marzo de 2019 por Relentless (Sony Music)

### EP
- «Blessings», publicado el 19 de mayo de 2017 por Relentless. Disponible por descarga digital[9]

### Sencillos

#### Como artista principal
| Título                                    | Año  | Posiciones en listas de éxitos y certificaciones | Posiciones en listas de éxitos y certificaciones | Posiciones en listas de éxitos y certificaciones | Posiciones en listas de éxitos y certificaciones | Posiciones en listas de éxitos y certificaciones | Posiciones en listas de éxitos y certificaciones | Posiciones en listas de éxitos y certificaciones | Posiciones en listas de éxitos y certificaciones | Posiciones en listas de éxitos y certificaciones | Posiciones en listas de éxitos y certificaciones | Álbum                               |
| Título                                    | Año  | Reino Unido                                      | AUS                                              | AUT                                              | BEL (FL)                                         | FRA                                              | GER                                              | IRL                                              | NL                                               | ITA                                              | SUI                                              | Álbum                               |
| ----------------------------------------- | ---- | ------------------------------------------------ | ------------------------------------------------ | ------------------------------------------------ | ------------------------------------------------ | ------------------------------------------------ | ------------------------------------------------ | ------------------------------------------------ | ------------------------------------------------ | ------------------------------------------------ | ------------------------------------------------ | ----------------------------------- |
| "Sun goes down" (junto con Kojey Radical) | 2016 | —                                                | —                                                | —                                                | —                                                | —                                                | —                                                | —                                                | —                                                | —                                                | —                                                |                                     |
| "Fly away with me"                        | 2016 | —                                                | —                                                | —                                                | —                                                | —                                                | —                                                | —                                                | —                                                | —                                                | —                                                |                                     |
| "Play dead"                               | 2016 | —                                                | —                                                | —                                                | —                                                | —                                                | —                                                | —                                                | —                                                | —                                                | —                                                | Blessings                           |
| "Just you and I"                          | 2017 | —                                                | —                                                | —                                                | —                                                | —                                                | —                                                | —                                                | —                                                | —                                                | —                                                | Blessings y What a time to be alive |
| "Blessings"                               | 2017 | —                                                | —                                                | —                                                | —                                                | —                                                | —                                                | —                                                | —                                                | —                                                | —                                                | Blessings y What a time to be alive |
| "Rapture"                                 | 2017 | —                                                | —                                                | —                                                | —                                                | —                                                | —                                                | —                                                | —                                                | —                                                | —                                                | Blessings                           |
| "Heartland"                               | 2017 | —                                                | —                                                | —                                                | —                                                | —                                                | —                                                | —                                                | —                                                | —                                                | —                                                |                                     |
| "Leave a light on"                        | 2017 | 7 Platino BPI                                    | 20 Platino ARIA                                  | 2 Oro IFPI AUT                                   | 2 Oro BEA                                        | 1 Platino SNEP                                   | 8 Oro BVMI                                       | 25 —                                             | 10 —                                             | 8 2 de Platino FIMI                              | 3 —                                              | What a time to be alive             |
| "My ways"                                 | 2018 | —                                                | —                                                | —                                                | —                                                | —                                                | —                                                | —                                                | —                                                | —                                                | —                                                | What a time to be alive             |
| "Angels"                                  | 2018 | —                                                | —                                                | —                                                | —                                                | —                                                | —                                                | —                                                | —                                                | —                                                | —                                                | What a time to be alive             |

#### Como artista invitado
«Walk alone (Rudimental)» junto a Tom Walker, del álbum de 2018 «Toast to our differences»

### Apariciones como secundario
| Título                      | Año  | Otro artista(s)                 | Álbum                       |
| --------------------------- | ---- | ------------------------------- | --------------------------- |
| "Where the heart is"        | 2017 | Thel HeavyTrackerz, Mikill Pane | Odissey "A musical journey" |
| "Human"                     | 2018 | dodie                           | Human                       |
| "Hola (I say)"              | 2018 | Marco Mengoni                   | Atlántico                   |
| "Tant que rien ne m'arrête" | 2018 | Claudio Capéo                   | Tant que rien ne m'arrête   |